# Libro dei Proverbi

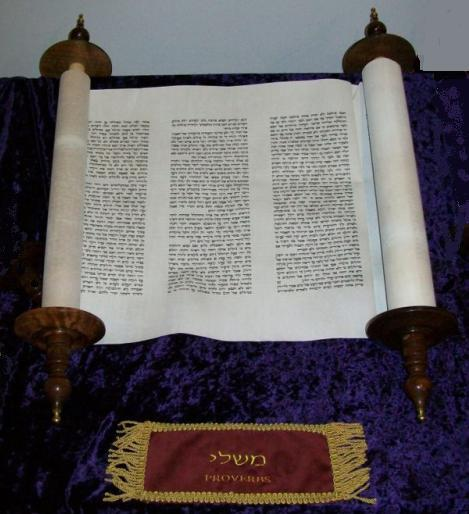
Il Libro dei Proverbi su una pergamena ebraica

Il Libro dei Proverbi è un testo contenuto nella Bibbia ebraica (Tanakh) e cristiana.
È scritto in ebraico e, secondo l'ipotesi maggiormente condivisa dagli studiosi, la redazione definitiva del libro è avvenuta in Giudea nel V secolo a.C., raccogliendo testi composti da autori ignoti lungo i secoli precedenti fino al periodo monarchico (XI-X secolo a.C.).
È composto da 31 capitoli contenenti vari proverbi e detti sapienziali.

## Etimologia
Il termine Proverbi deriva dall'ebraico Mëshalim (tradizione), che ha un significato più vario rispetto a proverbio, in quanto oltre a proverbio, indica un genere letterario che comprende poemi di contenuto religioso e morale, satire, discorsi di contenuto comparativo, oracoli, sentenze popolari, massime, indicazioni di condotta sessuale per i giovani e consigli matrimoniali per ogni età e tanto altro.

## Sezioni del libro
Il libro è stato diviso dall'autore stesso in nove parti:
1. invito all'acquisto della Sapienza
2. prima raccolta dei proverbi di Salomone
3. raccolta di sentenze degli uomini saggi
4. breve raccolta di sentenze
5. seconda raccolta dei proverbi di Salomone (riuniti dalla gente di Ezechia)
6. sentenze di Agur
7. sentenze numeriche
8. sentenze di Lamuele
9. la donna ideale

## Autore
- le parti 1,7 e 9 sono anonime;
- le parti 2 e 5 portano il nome di Sentenze di Salomone;
- nelle altre parti l'autore è citato nel testo.

Si suppone che il nucleo primitivo fosse la parte 2 e che poi nel corso delle varie generazioni, questo nucleo sia cresciuto, con l'aggiunta di sentenze di vari sapienti, finché nel IV secolo a.C. la raccolta è stata ultimata.

## Testo
Il libro fu scritto in ebraico, ma ne esistono antiche traduzioni, fra cui quella in greco dei Settanta, la versione alessandrina detta Peshitta, il Targum, i frammenti di Simmaco, Aquila di Sinope, la bibbia di Teodozione e infine la versione latina, detta Vulgata di san Girolamo. Come per gli altri libri della Tanakh, il testo ebraico considerato di riferimento è quello masoretico.

## Contenuto

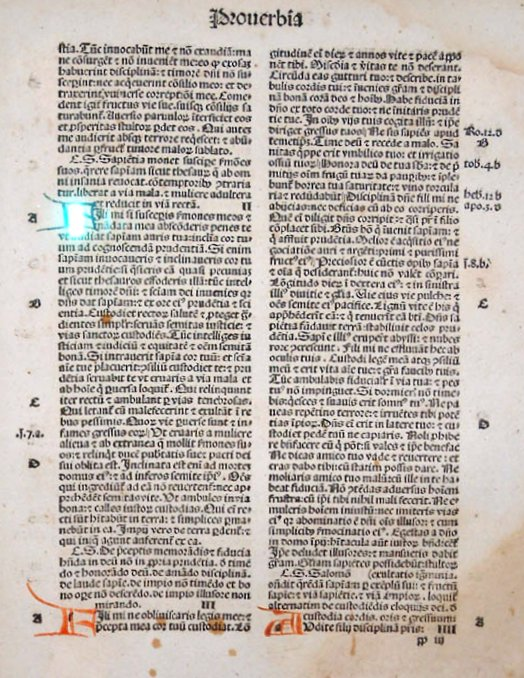
Il libro dei Proverbi in una Bibbia del 1497.

L'insegnamento contenuto nei Proverbi, indica le regole da seguire per attuare un comportamento che non arreca problemi a chi le applica e a lungo andare lo rende felice nella vita.
Perciò riguarda le più svariate manifestazioni dell'attività umana:
- la saggezza e come ottenerla
- la follia e come evitarla
- l'onestà e perché è importante essere onesti
- la disonestà e dove conduce
- l'amore e come e con chi realizzarlo
- l'odio e perché è importante evitarlo
- l'ira e le sue conseguenze
- la mitezza e i suoi vantaggi
- la ricchezza, e perché non è necessaria
- la povertà e i suoi motivi
- la laboriosità e i suoi vantaggi
- l'ozio e dove conduce
- i rapporti col padre
- disamina sui rapporti fra figli e genitori
- le regole di comportamento del re nei confronti dei suoi sudditi
- come ci si deve regolare nei rapporti fra uomo e donna
- regole di comportamento del padrone nei confronti degli operai
- come riconoscere un amico
- come riconoscere un nemico.

Ripetutamente vengono espressi i seguenti concetti:
- cos'è la fedeltà (timore di Dio) e i vantaggi che procura
- l'amore verso il prossimo
- cos'è e come si applica la carità
- perché è conveniente dire sempre la verità
- cos'è e come si applica la temperanza
- la prudenza
- come esprimere i propri concetti con parole semplici e oggettive
- quando e perché è meglio stare in silenzio.

## Critiche
Voltaire nel suo Dizionario Filosofico, alla voce Salomone parla in questi termini del Libro dei Proverbi:
(Voltaire, Salomone da Dizionario Filosofico)

## Ebraismo
- Etica ebraica-Middòt
- Torah-Tanakh